# Sun Tunnels
Sun Tunnels är ett jordkonstverk av Nancy Holt, som ligger i Great Basin-öknen utanför spökstaden Lucin i Utah i USA.
På avstånd blir konstverket synligt i det ödsliga och platta landskapet på 2,4 kilometers avstånd. Sun Tunnels består av fyra stora betongrör, vart och ett 5,5 meter långt och 2,74 meter i diameter. De fyra rören är utlagda i på marken i form av ett öppet X. Installationen är 26,2 meter lång. Vart och ett av rören reagerar på solljuset på sitt sätt. Vid solstånden ligger rören så att solen skiner in när den passerar vid soluppgång och solnedgång. 
Rören är avsedda att gå in i som tunnlar och ger skydd mot den mycket heta ökensolen. På ovansidan av varje rör har Nancy Holt borrat små hål för att teckna stjärnbilderna Draken, Perseus, Duvan och Stenbocken. Dessa hål, och rören i sig själva, tjänar som ramar eller linser genom vilka besökarna kan betrakta himmelen och landskapet. 
Dia Art Foundation köpte konstverket och marken i mars 2018. Det är ett av Dia Art Foundations elva jordkonstverk på olika platser i USA och Europa. 
År 1978 gjorde Nancy Holt konstfilmen "Sun Tunnels".